# Florent Muslija
Florent Muslija, né le 6 juillet 1998 à Achern, est un footballeur international kosovar qui évolue au poste de milieu offensif au Fortuna Düsseldorf, en prêt du SC Fribourg.

## Biographie

### En club
Ayant fait ses classes au Karlsruher SC, en 2. Bundesliga puis en 3e division allemande, il est transféré le 31 août 2018 au Hanovre 96, qui évolue alors en Bundesliga.

### En sélection
Avec l'équipe d'Allemagne des moins de 20 ans, il inscrit un but contre la Suisse en octobre 2018 (victoire 3-2). Un mois plus tard, il délivre une passe décisive contre l'Italie (score : 3-3).
Muslija choisit néanmoins de devenir international avec le Kosovo, jouant ses premiers matchs avec l'équipe lors de la campagne de qualification pour l'Euro 2020.